# Паригіно (Камизяцький район)
Паригіно (рос. Парыгино) — село у Камизяцькому районі Астраханської області Російської Федерації.
Населення становить 312 осіб (2010). Входить до складу муніципального утворення Каралатська сільська рада.

## Історія
Населений пункт розташований на території українського етнічного та культурного краю Жовтий Клин. Від 1925 року належить до Камизяцького району.
Згідно із законом від 6 серпня 2004 року органом місцевого самоврядування є Каралатська сільська рада.

## Населення
| 2002 | 2010 |
| ---- | ---- |
| 375  | ↘312 |